# Anthia duodecimguttata
Anthia (Termophilum) duodecimguttata – gatunek chrząszcza z rodziny biegaczowatych, podrodziny Anthiinae.
Gatunek ten opisany został w 1813 roku przez Franco Andreę Bonelliego. Według Häckela i Farkača prawidłowo odmieniony epitet gatunkowy brzmi duodecimguttatum, a według Aniszczenki i innych duodecimguttata.
Chrząszcz palearktyczny o chorotypie północnowschodnioafrykańsko-syndajskim. Wykazany został z Egiptu, Jemenu włącznie z Sokotrą, Arabii Saudyjskiej, Omanu, Zjednoczonych Emiratów Arabskich, Kataru, Kuwejtu, Jordanii, Iraku i Iranu. Z Iranu podawany z ostanów Mazandaran, Semnan i Kerman.